# Sara Fratini
Sara Fratini (3 agosto 1990) è una calciatrice italiana, di ruolo attaccante.

## Carriera
Dopo aver giocato in Serie C nel Riccione femminile e nel Calcio Ponente di Cesenatico, nell'estate 2011 trova un accordo con il San Zaccaria neopromosso in Serie A2 per affrontare la stagione 2011-2012 vestendo la maglia biancorossa della società ravennate. Al suo primo campionato risulta il miglior marcatore della società con 13 reti segnate su 26 presenze e contribuisce a far raggiungere al San Zaccaria la quarta posizione, rinnovando il contratto anche gli anni successivi contribuendo alla conquista nel secondo posto in classifica 2012-2013, l'ultima di Serie A2 che dopo la riforma del campionato italiano femminile di calcio lascerà il secondo livello alla Serie B, e finalmente la promozione al termine della stagione 2013-2014.
All'avvio della stagione 2014-2015 è la più longeva attaccante del San Zaccaria in rosa a disposizione del mister Jacopo Leandri; segna il suo primo gol in Serie A il 17 gennaio 2015 in occasione della partita con il Tavagnacco; sua è la rete che permette al San Zaccaria di pareggiare per 2-2 con una delle più forti formazioni del torneo e detentrice della Coppa Italia.

## Palmarès
- Campionato italiano di Serie B: 1

San Zaccaria: 2013-2014